# Prionapteryx albistigma
Prionapteryx albistigma là một loài bướm đêm trong họ Crambidae.